# Bernhard Keil

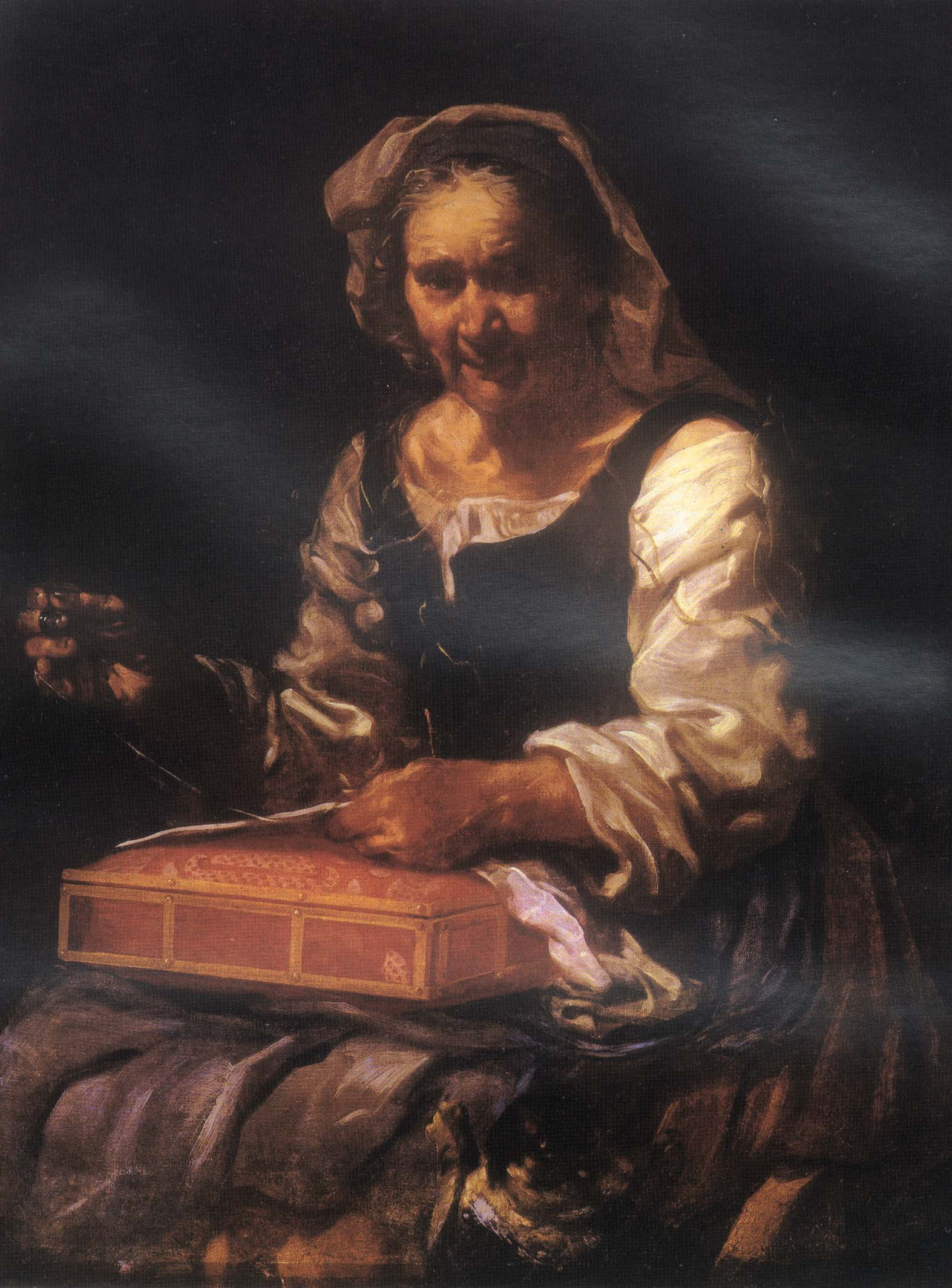
Idős varrónő (1650 körül)

Bernhard Keil /névváltozatok: Eberhard Keil; Monsù Bernardo/ (Helsingør, 1624. – Róma, 1687. február 3.) dán barokk festő, Rembrandt tanítványa.

## Életpályája
A festő atyja német származású jogász volt, bíróságon dolgozott IV. Keresztély dán király uralkodása idején. Első festő mestere a dán Maarten van Steenwinckel volt, majd 1642–1644 között Amszterdamban tanult Rembrandt stúdiójában. Nagy hatású barokk oltárképeket és életképeket festett. Különböző német városokban - Frankfurt, Köln, Mainz és Augsburg - kapott megbízásokat, majd Itáliába vezetett útja, 1651-ben meghívták Velencei Köztársaságba portrék és szakrális freskók festése céljából. 
A dán, a holland, a német, végül az olasz nyelvterületen is jól beilleszkedett, nagyon jó nyelvérzéke volt. Velencében a Karmelita templomban festett egy vásznat, A Szűz és Illés próféta címmel. A továbbiakban Bergamóban (ebben az időben Bergamo is a Velencei Köztársaság fennhatósága alá tartozott) dolgozott legtöbbet, itt összebarátkozott a helybéli Evaristo Baschenis híres festőművésszel. Bergamoból Rómába, onnan Pádovába, Ravennába, Ferrarába is elment festeni. Teljesített francia megbízásokat is. Rómában halt meg mellhártyagyulladásban.

## Munkássága
Népies portréi, életképei nagyon sokat elárulnak a korabeli polgárosodásról, munkássága nagy hatást gyakorolt Európa délebbi részein. Festészetének erényei mind szellemiségében, mind festési technikájában leginkább a holland aranykor legnagyobb festő óriásának, Rembrandtnak a műhelyéből indult.

## Galéria

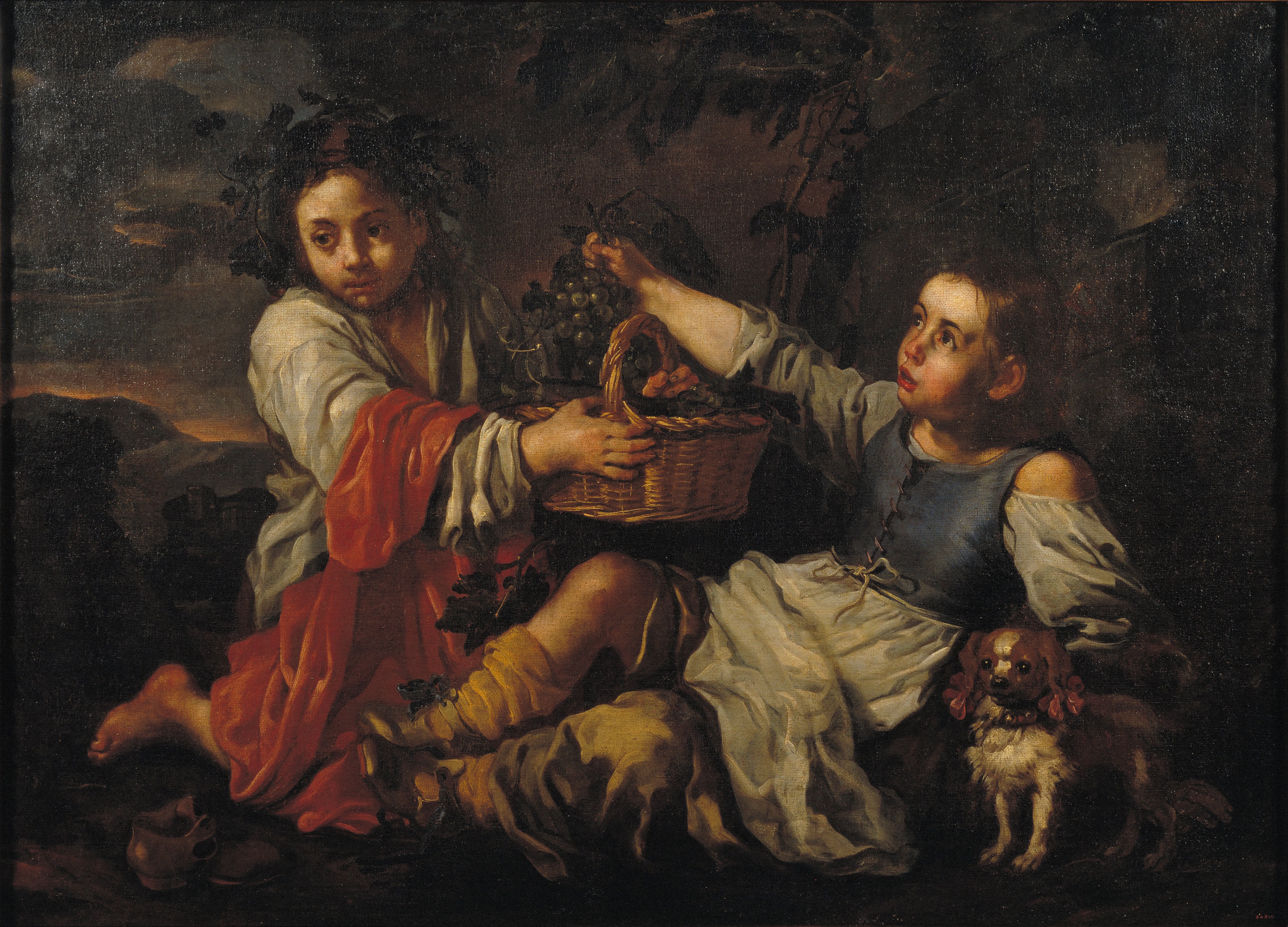
Gyermekek szőlővel
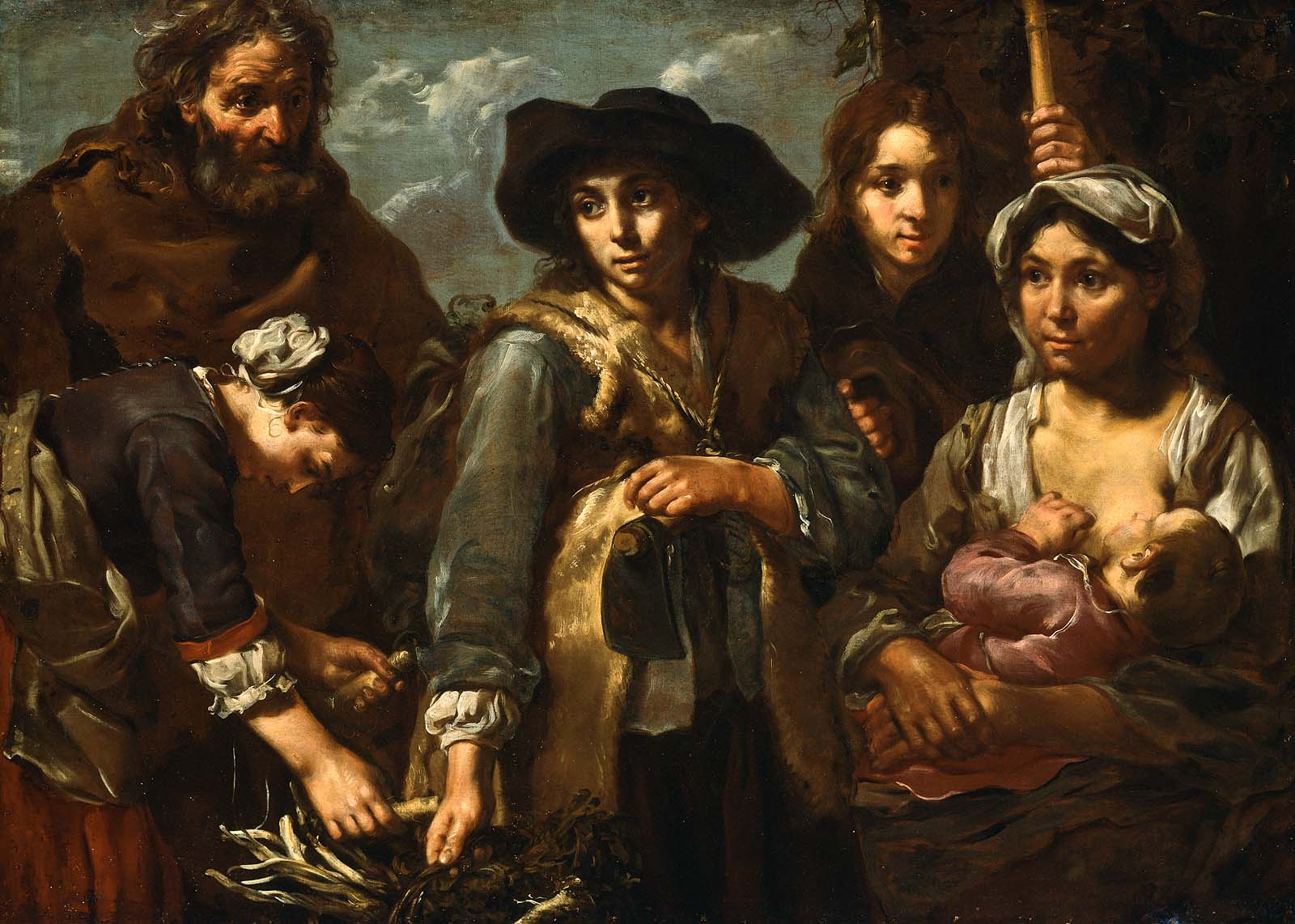
Fiatal zöldségárus fiú
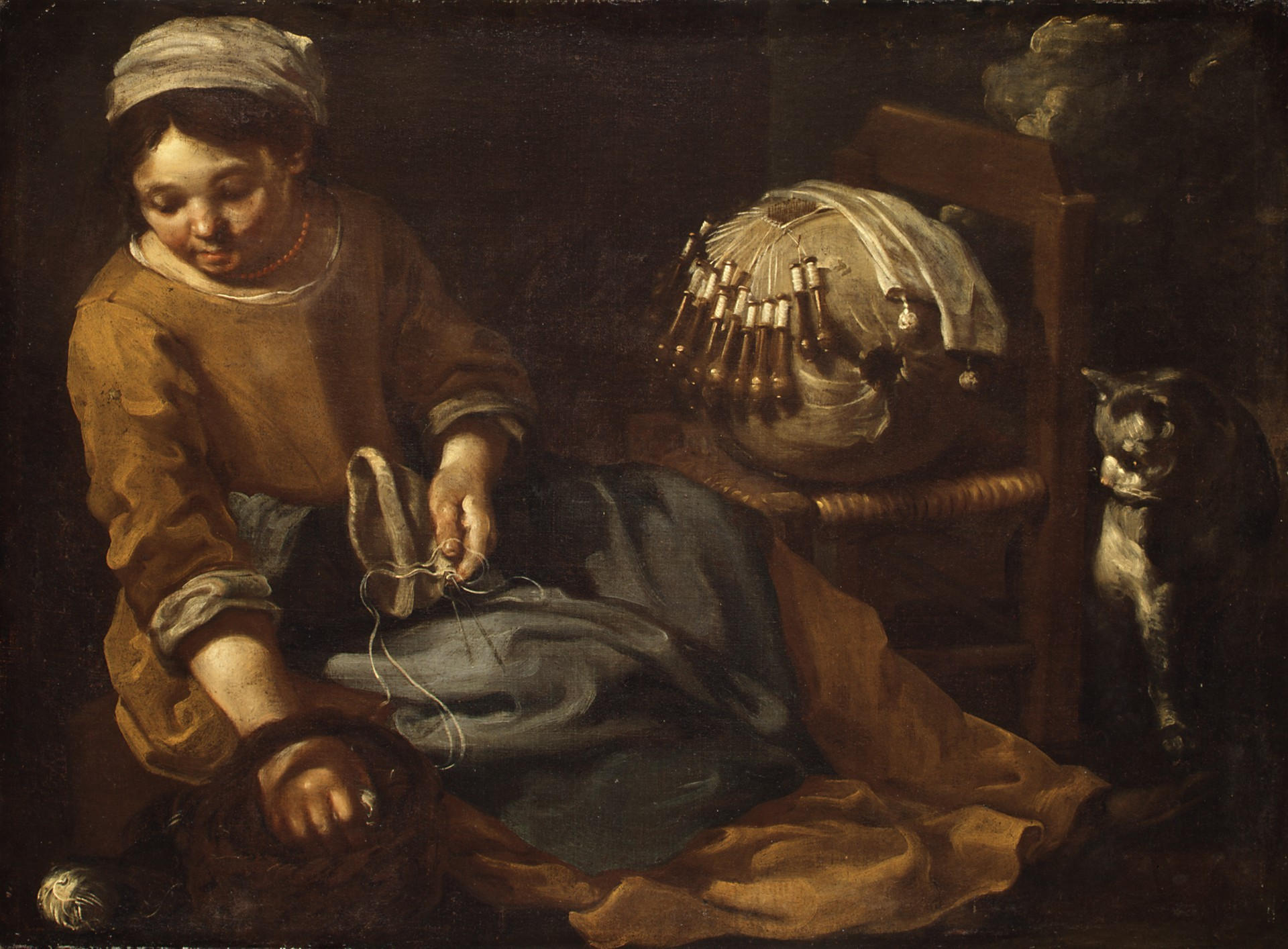
Csipkekészítő lány
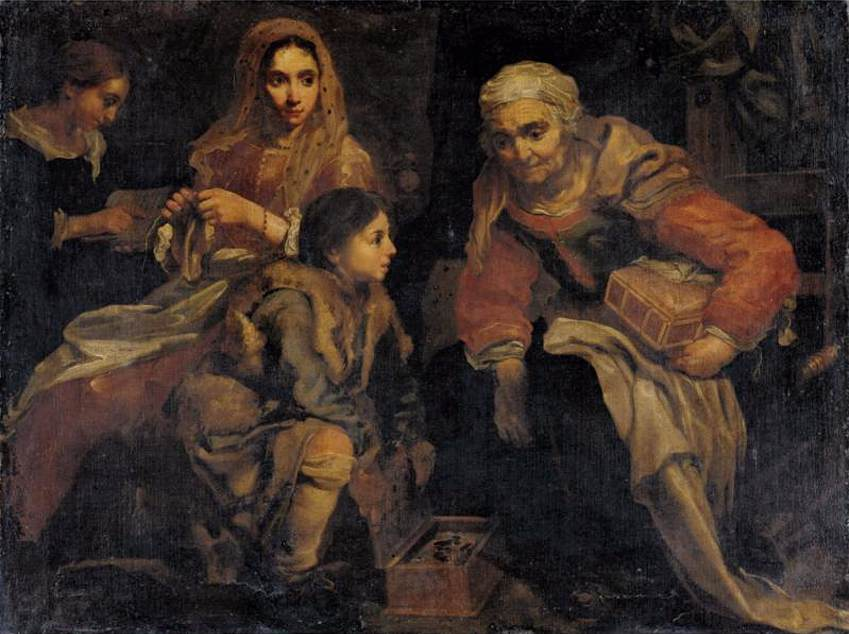
Enteriőr jelenet
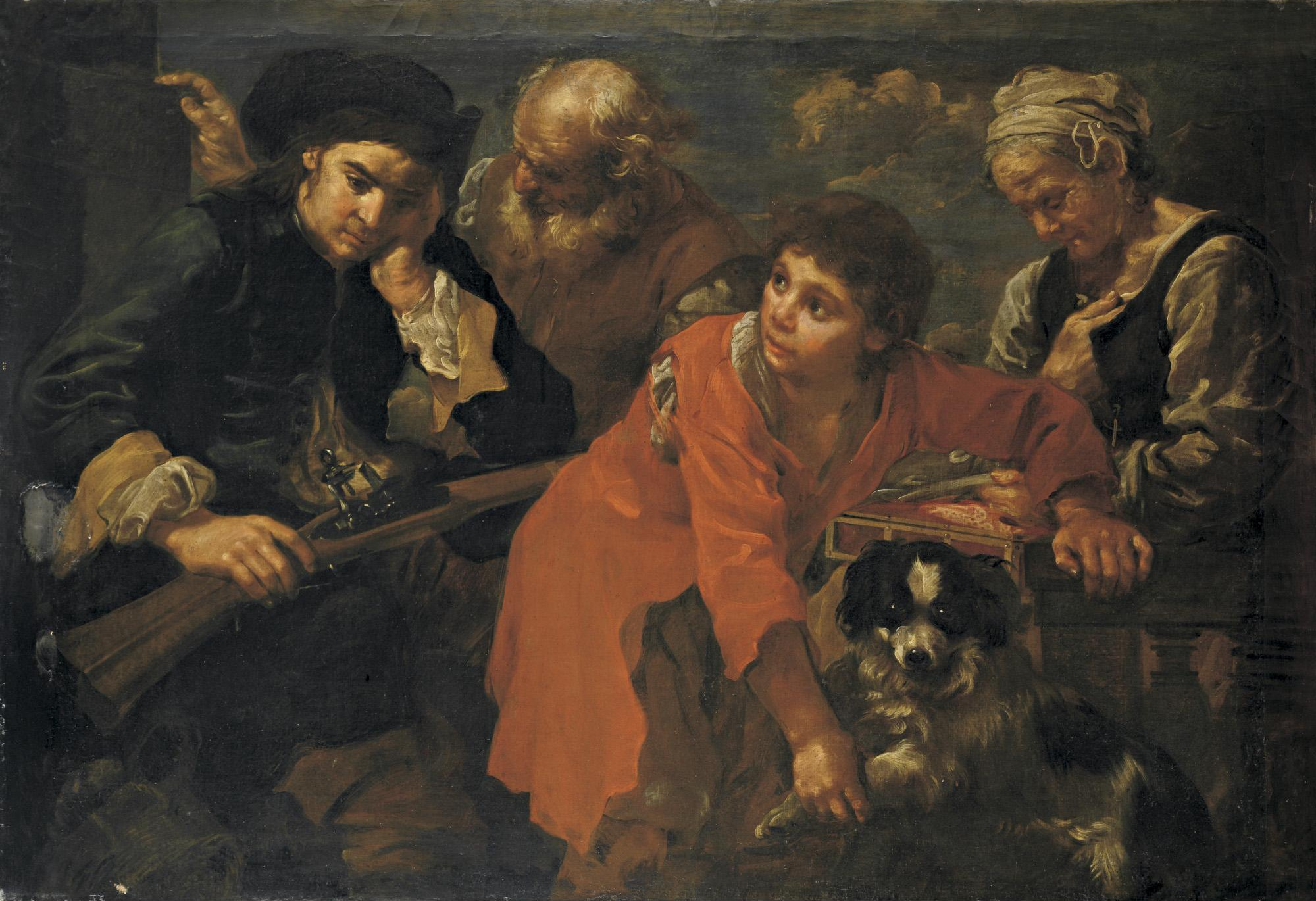
Visszatérés a vadászatból

## Fordítás
- Ez a szócikk részben vagy egészben a Monsù Bernardo című olasz Wikipédia-szócikk ezen változatának fordításán alapul.  Az eredeti cikk szerkesztőit annak laptörténete sorolja fel. Ez a jelzés csupán a megfogalmazás eredetét és a szerzői jogokat jelzi, nem szolgál a cikkben szereplő információk forrásmegjelöléseként.